# Kerrang!
Kerrang! er et ugentligt rock magasin udgivet af Bauer Media Group i Storbritannien. Kerrang udkom første gang den 6. juni 1981 og var indtil 2008 udgivet af EMAP.

## Personale
- Paul Brannigan (redaktør) (2005-09)
- Nichola Browne (redaktør) (2009-11)
- James McMahon (redaktør) (2011-)
- Simon Young (nyhedsredaktør)
- Steve Beebee (journalist)
- Malcolm Dome (journalist)
- Daniel Lane (viceredaktør)
- Scarlet Page (fotograf)
- Ian Winwood (journalist)
- Ben Myers (journalist)
- Nick Ruskell